# James Pond: Underwater Agent
James Pond: Underwater Agent is een computerspel dat werd ontwikkeld door Vectordean en uitgegeven door Millennium Interactive. Het spel kwam in 1990 uit voor de Commodore Amiga en de Atari ST. Het actiespel is een parodie op James Bond. De speler bestuurt een visachtig karakter genaamd Pond. Deze moet verschillende missies uitvoeren en kan pas verder als het doel van de missie gehaald is. Onder missies wordt bijvoorbeeld verstaan gijzelaars bevrijden, gebouw opblazen en een sleutel vinden. Veel missies hebben een tijdslimiet. Het spel is Engelstalig en kan met een joystick bestuurd worden. Het perspectief van het spel wordt getoond in de derde persoon.

## Platforms
| Jaar | Platform                      |
| ---- | ----------------------------- |
| 1990 | Amiga, Atari ST               |
| 1991 | Acorn 32-bit, Sega Mega Drive |

## Ontvangst
Het spel werd overwegend positief ontvangen. Vooral de gameplay, grafische en muzikale kwaliteiten en humor van het programma werden geprezen.
| Beoordeeld door                | Platform        | Datum           | Score |
| ------------------------------ | --------------- | --------------- | ----- |
| Atari ST User                  | Atari ST        | mei 1992        | 91%   |
| Computer and Video Games (CVG) | Amiga           | december 1990   | 90%   |
| ST Format                      | Atari ST        | december 1990   | 81%   |
| Mean Machines                  | Sega Mega Drive | mei 1991        | 79%   |
| Amiga Joker                    | Amiga           | december 1990   | 78%   |
| Power Play                     | Amiga           | januari 1991    | 77%   |
| Joystick (Frans)               | Sega Mega Drive | april 1991      | 75%   |
| Sega-16.com                    | Sega Mega Drive | 17 mei 2011     | 70%   |
| Video Games                    | Sega Mega Drive | juni 1991       | 66%   |
| 1UP!                           | Sega Mega Drive | 29 januari 2012 | 65%   |

## Vervolgen
- 1991 - James Pond 2: Codename Robocod
- 1992 - The Super Aquatic Games
- 1993 - James Pond 3: Operation Starfish